# Clorură de oxalil
Clorura de oxalil este un compus organic cu formula (COCl)2. Este un lichid incolor, cu miros înțepător și este utilizată ca reactiv în sinteza organică.  Poate fi preparată prin tratarea acidului oxalic cu pentaclorură de fosfor. Există doi izomeri pentru acest compus, cis-clorură de oxalil și trans-clorură de oxalil. 

## Proprietăți chimice
Clorura de oxalil reacționează cu apa pentru a forma produși gazoși: acid clorhidric, dioxid de carbon și monoxid de carbon. Această proprietate este diferită față de alte cloruri de acil, care hidrolizează cu formare de acid clorhidric și acidul carboxilic respectiv.
C
2O
2Cl
2 + H
2O  →   2 HCl + CO
2 + CO